# 알티플라노고원

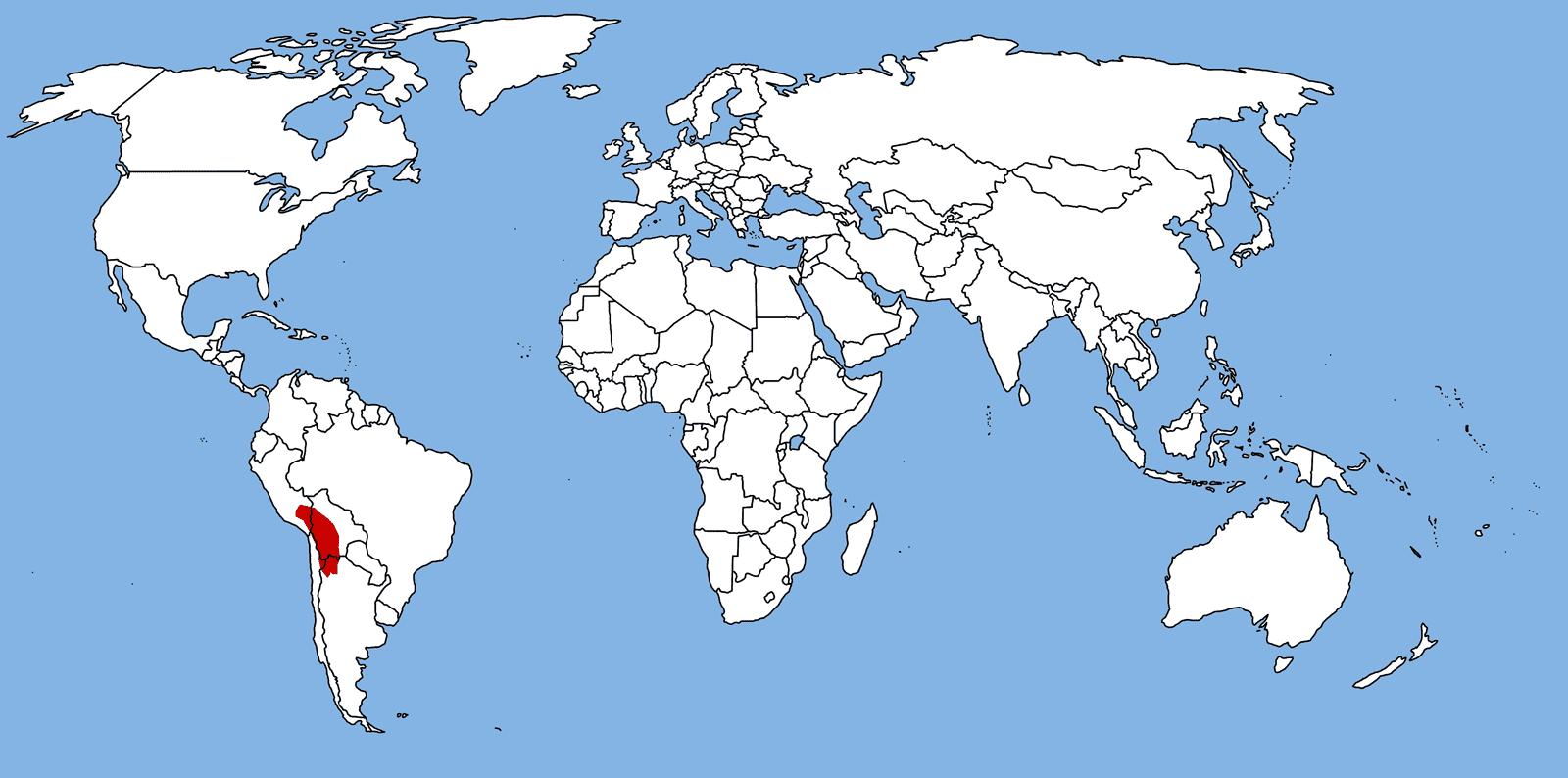
알티플라노 고원의 위치

알티플라노고원(Altiplano高原)은 남아메리카 중서부, 안데스산맥 가운데에 있는 고원으로, 티베트고원 다음으로 넓다. 대부분 볼리비아와 페루의 영토이며, 남쪽으로는 칠레까지 뻗어 있다. 볼리비아와 페루 사이의 국경에 티티카카호가 있다.

## 같이 보기
- 그란차코
- 멕시코 고원